# BA-6
Der BA-6 ist ein sowjetischer schwerer Radpanzerwagen aus dem Zweiten Weltkrieg. Seine Hauptaufgabe war die schnelle Aufklärung für und Unterstützung von den eigenen Infanterieverbände, wobei er durch die Verwendung eines regulären Panzerturms auch gegnerische Kampfwagen bekämpfen konnte.
Zeitweise gab es auch reine Panzerwagenverbände.

## Entwicklung

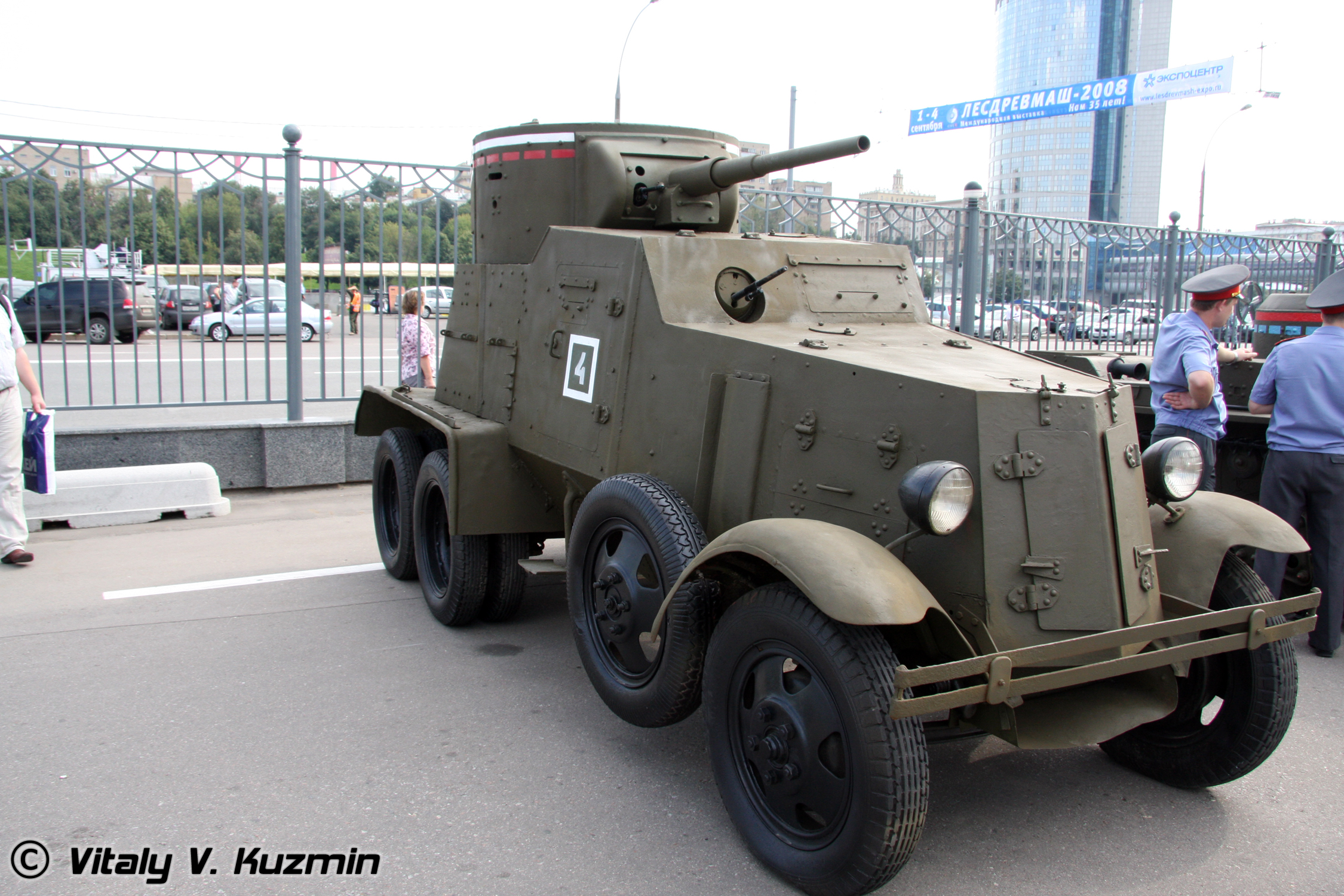
BA-6 bei einer Ausstellung in Russland (2008)

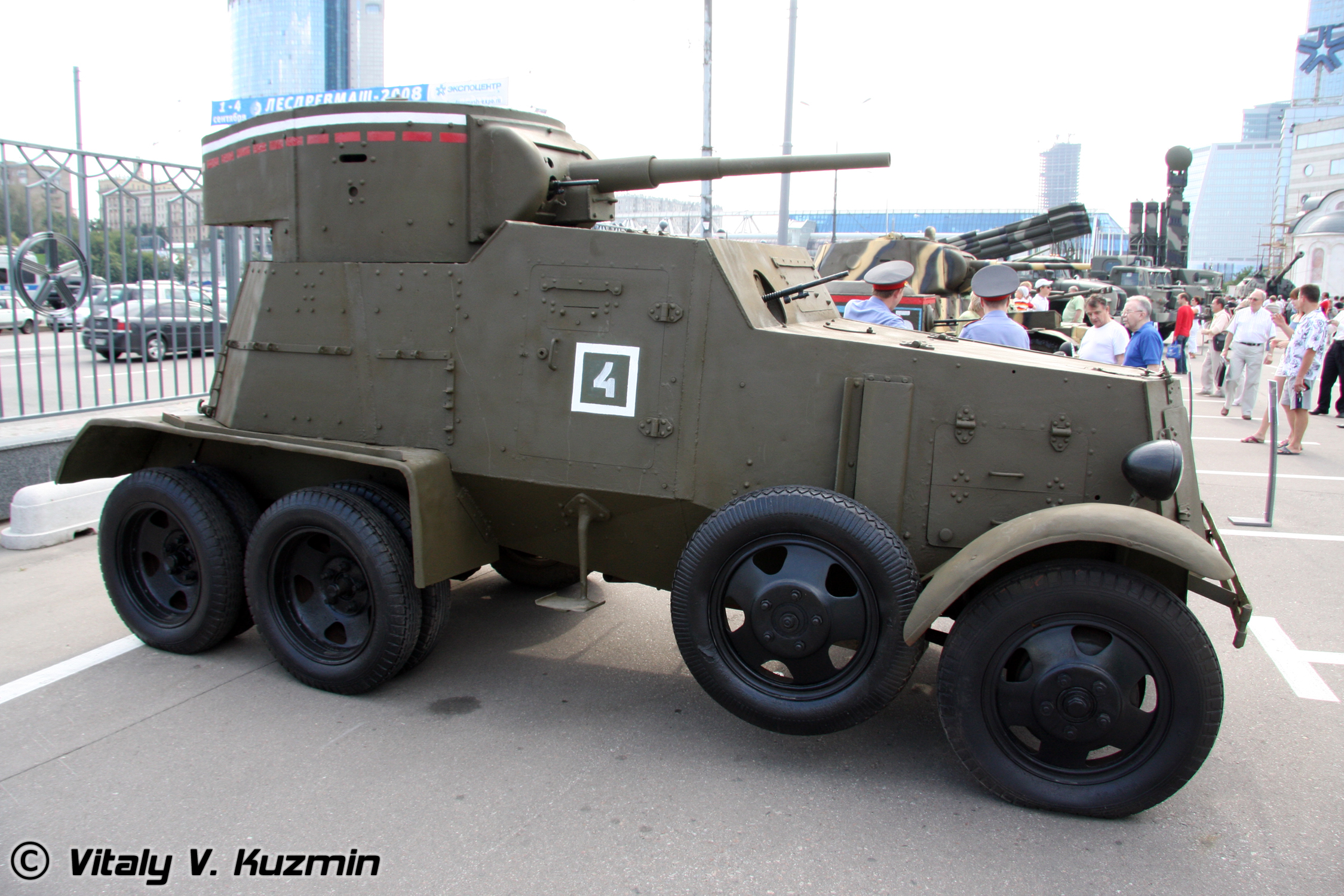
Seitenansicht desselben Fahrzeugs

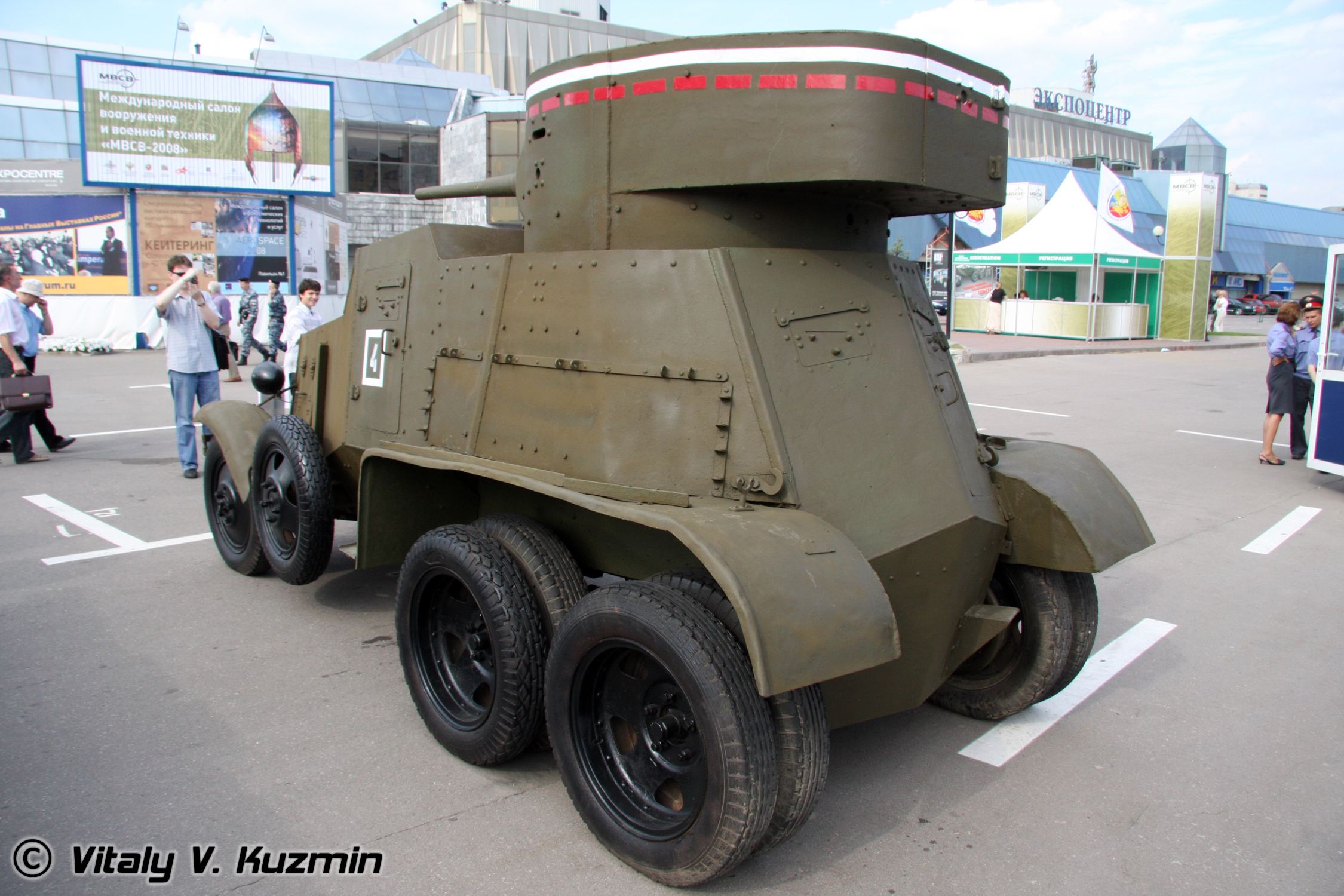
Heckansicht

Das Interesse der Roten Armee (RKKA – Rabotsche-krestjanskaja Krasnaja armija) entstand bereits aus dem Interesse des zaristischen Russlands vor der russischen Revolution heraus. Als die Autoindustrie in den 1920er Jahren auflebte, wollte die Armee zwei Kategorien von Fahrzeugen, ähnlich wie die Reichswehr, die sich aufteilten in leichte MG-Wagen und in schwere Waffenwagen mit Panzergeschützen. Der Name für diese Fahrzeuggruppe war Broneawtomobil, gepanzerte Automobile, bzw. BA, wenn in der Bezeichnung auch gelegentlich das A weggelassen wurde.
Man muss bedenken, dass die Kampfpanzer des Ersten Weltkrieges noch sehr langsam waren. Schon seit Napoleon waren die großen Entfernungen zwischen den Städten ein taktisches Element der russischen Kriegsführung gewesen. Die gepanzerte Unterstützung der eigenen Kräfte in den Weiten Russlands für die eigene Kavallerie- und Infanterietruppen war deshalb für die sowjetische Militärführung in den 1920 bis 1930er Jahren anfänglich scheinbar eher mit den deutlich schneller fahrenden Radpanzern denkbar. Dies sollte sich mit der technischen Weiterentwicklung der Kettenfahrzeuge Ende der 1930er Jahre ändern, so dass die Bedeutung der gepanzerten Radfahrzeuge als Kampffahrzeuge abnahm.
Im Jahr 1927 wurde ein Fünfjahresplan erstellt, der die Fertigung von schweren Panzerwagen beinhaltete. Ein erstes Modell war der BA-27, ihm folgte bald der BA-I (BAI), BA-3 und dann der BA-6. Er war eine direkte Weiterentwicklung des BA-3 und folgte aus der gleichen Fertigungslinie ab 1936.

## Technik
Eine Besonderheit der sowjetischen Panzerwagen war der Topographie und dem Straßennetz der Sowjetunion geschuldet. Trotz einer verhältnismäßig leichten Panzerung waren die Fahrzeuge recht schwer, was – solange Straßen benutzt werden konnten – für ein 6×4-Fahrzeug noch vertretbar war, doch im Gelände stießen die Fahrzeuge sofort an ihre fahrtechnische Grenze. Die sowjetischen Ingenieure standen vor der gleichen Herausforderung wie die deutschen Ingenieure mit den 6×4-Sd.Kfz.-231/232-Fahrzeugen.
Die sowjetische Lösung waren Gleisketten für die hintere Doppelachse, wodurch der Bodendruck verbessert werden konnte und die Traktion eines Halbkettenfahrzeugs erreicht wurde. Die Ketten bestanden aus 25 Weichstahlelementen (80 × 35 cm) und wogen je 75 kg. Sie wurden am Fahrzeug mitgeführt und das Aufziehen benötigte ca. 10 Minuten.
Das GAZ-AAA-Chassis hatte sich bewährt und wurde weiterverwendet. Eindeutig zu unterscheiden sind BA-3 und BA-6 hauptsächlich durch die Tür des hinteren Kampfraumes, welche beim BA-6 entfiel. Am Motor wurden Änderungen vorgenommen, die ein Überhitzen verhindern sollten, der Turmring wurde für die Nutzung des BT-Turms nachgebessert. Durch weitere Änderungen konnte trotz des grundsätzlich schweren Turms das Gewicht zurück auf das Niveau des BA-I gebracht werden, was die Geländegängigkeit wieder verbesserte.
Hierbei halfen auch die neuen GK Reifen, die mit geschäumtem Gummi gefüllt waren, was einen Ausfall durch Beschuss verhinderte. Allerdings machte die neuen Reifen den BA-6 etwas langsamer als seinen Vorgänger und verringerten seine Reichweite.
Der Turm war in der Fertigung dann doch meist der des T-26 mit der 45-mm-Kampfwagenkanone (20-K) und einem koaxialen MG. Als weitere Bewaffnung hatten die schweren BA auf dem Platz neben dem Fahrer ein nach vorne feuerndes MG in Kugelblende montiert. Für einen Panzerwagen hatte der BA-6 damit eine beachtliche Bewaffnung, die durchaus die häufigsten Panzertypen der Zeit erfolgreich bekämpfen konnte.

## Produktion
Die Fertigung des BA-6 begann 1936 und endete 1938. Bedingt durch die kurze Fertigungszeit wurden nur 366 BA-6 und 20 BA-6M Panzerwagen gebaut.
Als Fertigungsstandort wird das Ischorski-Werk in Leningrad und als Zulieferer Wyksa (Oblast Gorki) genannt.

## Einsatz
Vor Beginn des spanischen Bürgerkriegs gefertigt, erhielten die republikanischen Kräfte 1937 sowjetische Lieferungen, welche auch achtzig BA-6 umfassten. Hier kämpften sie in der 1. Gepanzerten Brigade bei der Verteidigung Madrids und bei Teruel.
Auch während der Schlacht von Khalkhyn Gol setzte die sowjetische Seite BA-Fahrzeuge gegen die japanischen Kräfte ein.
Bei der Besetzung des östlichen Teils von Polen im September 1939 kamen BA-6 mit ihren Einheiten zum Einsatz.
Im Jahr 1939 sollen 60 BA-6 an die Türkei geliefert worden sein.
Der Sowjetisch-Finnische Winterkrieg sah den Einsatz nahezu aller vorhandenen Waffensysteme der sowjetischen Streitkräfte, also auch der BA-Fahrzeuge. Hier bewährten sich im Schnee die Gleisketten für die Hinterachsen.
Im Juni 1941 zwang der Angriff der Wehrmacht auf die Sowjetunion alle verfügbaren BA-6 in den Kampf. Viele Fotografien von liegengebliebenen und zerstörten BA-Fahrzeugen zeugen heute vom umfassenden Einsatz der Fahrzeuge auf sowjetischer Seite.
Als die sowjetische Führung nach dem Verlust weiter Teile des Landes die Rüstungsindustrie neu ausrichtete, hatten die schweren Panzerwagen nicht überzeugt. Ihre Fertigung wurde zugunsten leichter Panzer, wie des T-60 und des T-70, eingestellt.

## Varianten
- BA-6 sch-d – Im Jahr 1936 wurde der Roten Armee der Entwurf eines schienengängigen Fahrzeugs vorgestellt, der in kleinem Umfang eingeführt wurde. Die speziellen Fahrzeuge waren innerhalb von 30 Minuten schienengängig.
- BA-6M – In den Jahren 1937 und 1938 wurde eine modernisierte Ausführung gebaut der BA-6M. Ein neuer konischer, geschweißter und 10 mm starker Turm, ein 71-TK-1 Funkgerät und der neue Motor vom Typ GAZ-M mit 50 PS aus dem Personenwagen GAZ-M1 ermöglichten in Summe ein auf 4,8 t reduziertes Gewicht, was beim BA-6M eine verbesserte Gesamtleistung ermöglichte.
- BAZ – Ein kurioser Prototyp war die amphibische Variante (Amfibi) des BA-6. Ein voluminöser Bootskörper mit GAZ-AAA-Fahrwerk und einem 37-mm-Gefechtsturm. In Aufbauten über dem Fahrerraum und am Heck war je ein Maschinengewehr montiert. Das 7 t schwere Fahrzeug wurde im Wasser von zwei Schiffsschrauben angetrieben und hatte ein Ruder zum Lenken. Der Entwurf war genauso wenig erfolgreich wie die meisten amphibischen Radfahrzeuge, da die glitschigen Uferböschungen, vom Radantrieb kaum zu bewältigen waren.
- BAF B – Während des Winterkrieges erbeuteten die finnischen Streitkräfte einzelne BA-6. In Ermangelung einer eigenen Rüstungsindustrie wurden Beutefahrzeuge umgehend einsatzbereit gemacht und gegen die vorherigen Besitzer in den Kampf geschickt. So wurden die BA-6 im finnischen Heer als BAF B bezeichnet.[1]
- Panzerspähwagen 203 (r) – Die erbeuteten 6×4-Panzerwagen der BA-Serie wurden mit der Fremdgerätekennnummer 203 zusammengefasst und wo möglich nach großzügiger Kennung mit deutschen Balkenkreuzen zum Einsatz gebracht.

## Erhaltene Fahrzeuge und Reproduktionen
- BA-6 – Zentralmuseum der russischen Streitkräfte, Moskau (Russland) – Das Fahrzeug war bis ins Jahr 2000 im Bestand des Panzermuseums Kubinka
- BA-6 – Private Sammlung, Naro-Fominsk, Oblast Moskau (Russland) – Unvollständig aber Aufbau und Fahrwerk laut Eigentümer original
- BA-6 – Militärtechnisches Museum in Werchnjaja Pyschma, Oblast Swerdlowsk (Russland)
- BA-6 – Pogranitschny, Primorsky krai (Russland) – Improvisierte Bewaffnung und simples, nachgebautes Fahrwerk
- BA-6 – Sümber, Gobi-Sümber-Aimag (Mongolei) – Zerstörtes Fahrzeug im offenen Gelände